# 瓦茨拉夫·柯别茨基
瓦茨拉夫·柯别茨基（捷克語：Václav Kopecký，1897年8月27日—1961年8月5日），捷克斯洛伐克共产党领导人、捷克斯洛伐克文化部部长、信息部部长，斯大林主义的支持者。

## 生平
1897年，出生于一个小商贩家庭。
1921年，入党。
1928年，任党报《红色权利报》编辑。
1929年，为党中央委员。
1931年，为政治局委员。
1938年，流亡苏联。
1945年，任新闻部部长。
1953年，任文化部部长。
1961年，在布拉格去世。